# Ommastrephes bartramii

## Taxonomia
Ommastrephes bartramii é uma espécie de molusco cefalópode pertencente à família Ommastrephidae. A autoridade científica da espécie é Lesueur, tendo sido descrita no ano de 1821. Trata-se de uma espécie presente no território português, incluindo a zona económica exclusiva.Taxonomistas russos consideram as populações de desova separadas de Ommastrephes bartramii como subespécies. 
Acreditava-se que Ommastrephes bartramii era a única espécie pertencente ao gênero monoespecífico Ommastrephes, mas um estudo de 2020 que utilizou DNA mitocondrial para avaliar indivíduos em quase toda a extensão da distribuição revelou que o gênero é na verdade um complexo de espécies crípticas alopátricas, com quatro espécies distintas consistentemente identificadas. Como resultado desses achados, em combinação com informações morfológicas e metabólicas da literatura, três nomes anteriormente sinonimizados foram ressuscitados: Ommastrephes brevimanus, Ommastrephes caroli e Ommastrephes cylindraceus, e foram propostas faixas de distribuição revisadas para cada espécie.

## Descrição

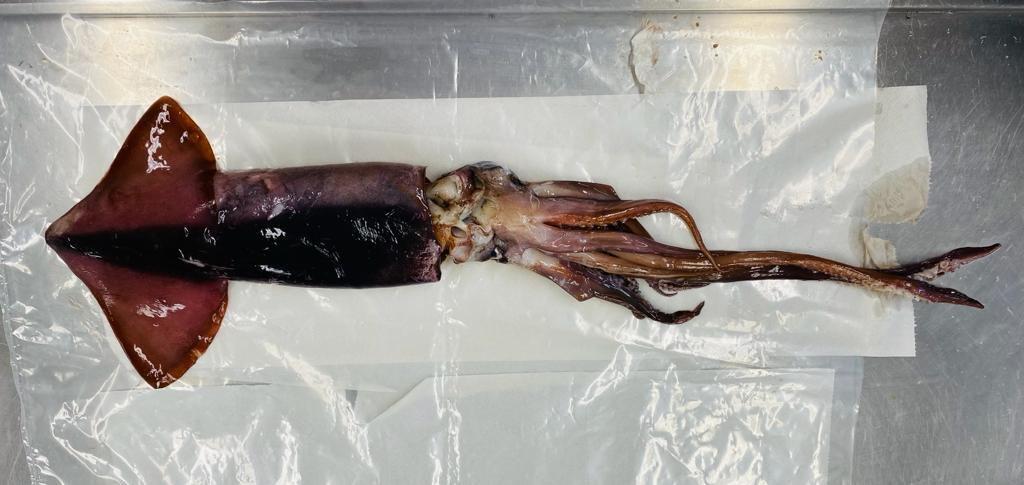
Ommastrephes bartramii durante exame de necropsia

Ommastrephes bartramii é popularmente conhecida como pota-voadora e facilmente distinguível pela presença de uma faixa vermelho-rosada no meio da parte ventral do manto. Os machos adultos geralmente têm um comprimento de manto de 29 a 32 cm, mas podem atingir o comprimento máximo de 45 cm. As fêmeas adultas são muito maiores, geralmente com um comprimento de manto de cerca de 50 cm, sendo o comprimento máximo conhecido de 60 cm.

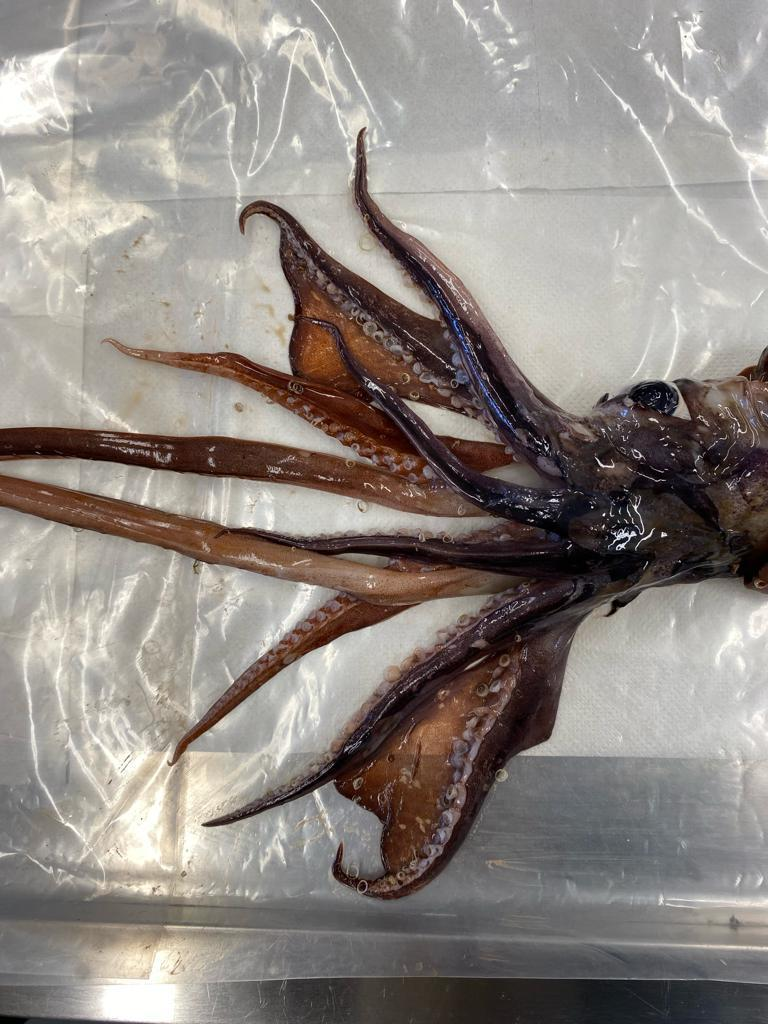
Ommastrephes bartramii durante exame de necropsia

Seus braços não possuem membranas laterais e têm de 9 a 27 ventosas na série ventral e de 10 a 25 ventosas na série dorsal. Os terceiros braços esquerdo e direito têm membranas protetoras com largura maior que a largura do braço. O hectocótilo se desenvolve a partir do quarto braço esquerdo ou direito. Outra característica distintiva de O. bartramii é a presença de 4 a 7 ventosas dentadas no clube tentacular, próximas às ventosas carpais do aparato de bloqueio carpais. Isso é especialmente útil para diferenciá-lo da lula-voadora-de-dorso-laranja (Sthenoteuthis pteropus).
Como outros ommastrephídeos e onicoteutídeos conhecidos como "lulas voadoras", a pota-voadora é assim chamada devido à sua capacidade de saltar para fora da água, semelhante aos peixes voadores. Às vezes, elas pousam acidentalmente nos convés dos navios. Isso ocorre com mais frequência durante o tempo agitado ou na presença de predadores nas proximidades, e presume-se que esse comportamento seja uma resposta instintiva à ameaça. Já foi observado que as potas-voadoras realizam comportamentos que prolongam o tempo que permanecem no ar, tornando mais semelhante a um voo real do que simples deslize. No entanto, os biólogos ainda não entendem completamente os mecanismos exatos pelos quais as lulas se tornam aerotransportadas. No entanto, o fenômeno é conhecido por ocorrer com bastante frequência, e existe pelo menos uma evidência fotográfica de Ommastrephes bartramii em voo.
Essa espécie está principalmente distribuída na camada de 300 a 600 metros durante o dia e migra para a camada de 0 a 100 metros à noite em águas de transição no centro do Pacífico Norte. O período de desova para Ommastrephes bartramii é bastante prolongado (de janeiro a maio), e os locais de desova estão tipicamente localizados em águas de transição no centro do Pacífico Norte. 

## Ecologia e Comportamento
Ciclo da vida
As potas-voadoras são altamente migratórias. Elas têm uma vida útil de cerca de um ano, durante a qual completam uma migração cíclica entre suas áreas de alimentação e desova. O acasalamento ocorre quando os machos (que geralmente atingem a maturidade sexual mais cedo na temporada) passam espermatóforos para as fêmeas. As fêmeas armazenam esses espermatóforos na superfície oral de sua membrana bucal até que também atinjam a maturidade sexual mais tarde na temporada e comecem a desovar. A desova é contínua e não sazonal, ocorrendo praticamente durante todo o ano em eventos intermitentes. Cada fêmea desova aproximadamente de 350.000 a 3,6 milhões de ovos, dependendo do tamanho delas. Presume-se que machos e fêmeas morram logo após. As larvas recém-nascidas têm cerca de 1 mm de comprimento e crescem rapidamente, atingindo um comprimento de 7 mm após um mês. As paralarvas migram para o norte em direção às águas que fazem fronteira com as regiões subárticas durante o verão e o outono. Elas geralmente são encontradas se alimentando a uma profundidade de 25 metros da superfície. As potas-voadoras em maturação retornam às áreas de desova para acasalar.
Dieta
As potas-voadoras se alimentam de pequenos peixes oceânicos, como peixes-lanterna e saúris, além de outras lulas. São conhecidas por praticar o canibalismo em membros menores de sua própria espécie. Servem como presas para peixes grandes, como peixe-espada, marlim e atum, tubarões e mamíferos marinhos. Além disso, são alvo de pesca comercial para consumo humano.
Na região de transição do Pacífico Norte, as potas-voadoras se alimentam principalmente de microneccton e peixes pelágicos pequenos, como mixofídeos, sardinha japonesa e saury, além de pequenos cefalópodes pelágicos, como Berryteuthis anonychus. Tem sido considerado como desempenhando um papel importante na conexão entre animais do terceiro nível trófico com predadores do topo da cadeia alimentar oceânica, embora dados quantitativos sobre os hábitos alimentares dessa espécie sejam limitados.

## Distribuição geográfica
As potas-voadoras são cosmopolitas, sendo encontradas em águas subtropicais e temperadas dos oceanos Pacífico, Atlântico e Índico, mas raramente são encontradas no Mediterrâneo. Está amplamente distribuído nas águas subtropicais e temperadas dos oceanos do mundo. No Pacífico, as populações do norte e do sul são descontínuas. A população do Pacífico Norte está espalhada pelo oceano aberto, onde é pescada com jigs e redes de deriva em grande parte de sua extensão.